# 杉並区立松溪中学校
杉並区立松溪中学校（すぎなみくりつ しょうけいちゅうがっこう）は、東京都杉並区荻窪二丁目にある公立中学校。敷地内に高齢者在宅サービスセンター、松渓ふれあいの家がある。平成20年に読書活動が文部科学大臣表彰表彰を受けるなど読書に活発な学校である。学区域の平均世帯年収は杉並区で5番目（23校中）で、教育熱心な家庭が多い。
出身小学校は、西田小学校が6割・桃井第二小学校が3割・高井戸小学校が1割である。

## 沿革
- 1948年4月 - 東京都杉並区立下荻第二中学校として設置する。
- 1949年6月 - 東京都杉並区立松溪中学校と改称、現在地に移転。
- 1974年7月 - 新校舎完成。
- 2008年
  - 4月 - 校舎の老朽化にともない校舎改築に向け、仮設校舎建設工事始まる。
  - 9月 - 仮設校舎利用開始。専科で利用する一部の教室がある部分をのぞき、旧校舎の撤去が開始される。
- 2009年12月 - 杉並区中学校対抗駅伝大会2009で女子1位、男子2位
- 2010年
  - 8月 - 新校舎完成、利用開始。旧校舎、体育館の撤去と校庭整備工事が始まる。
  - 11月 - 新校舎落成式。

## 組織・人事
教育目標（平成22年度より変更された）。
- 自学・自立
- 思いやり・感謝
- 鍛錬

## 特色
- 朝の読書活動
- 学期末の読書新聞作成
- 定期テスト前の放課後勉強会や英語の補習授業。
- 「まつぼっくり」と呼ばれる冊子の作成

## 生徒会
月一回、専門委員会、各委員長があつまる中央委員会、活動内容の報告などを行う生徒集会が行われる。毎年9月に生徒会選挙が行われ、毎年秋に生徒総会が行われる。任期は生徒会役員会が一年、特別委員会がその行事が終了するまで、その他が半年である。

### 中央委員会
- 生徒会本部
- 学級委員会

### 専門委員会
- 生活委員会
- 美化委員会
- 保健給食委員会
- 図書委員会
- 放送委員会

### 特別委員会
特別委員会は、その行事に必要な時期に行われる。
- 運動会実行委員会
- 文化発表会実行委員会（展示の部・舞台の部）
- 選挙管理委員会
- まつぼっくり編集委員会

## 部活動
校舎立て替えによって活動できない部活や人数の減少により廃部になる部活があったが、2010年度から徐々に回復しつつある。

### 運動部
- 女子バスケットボール部
- 男子バスケットボール部
- 女子バレーボール部
- 卓球部
- 剣道部
- 野球部（2010年度再開）
- サッカー部（2010年度再開）
- 水泳部（2010年度創部）
- 女子ソフトテニス部（2012年度創部）
- 陸上競技部

### 文化部
- 吹奏楽部（2008年創部）
  - 2010年3月28日 - 第一回松溪中学校吹奏楽部定期演奏会
  - 2014年7月30日 - 吹奏楽コンクール東日本部門 金賞
    - 2015年8月2日or3日 - 吹奏楽コンクール東日本部門金賞 三年連続金賞
- 茶道部
- 華道部
- 美術部
- パソコン部（2016年度をもって廃部）
- JRC（Junior Red Cross）部
- 国際交流部（2009年度をもって廃部）

## 著名な卒業生
- せんだみつお（タレント、司会者）
- 雨宮塔子（元TBSアナウンサー）
- 角川歴彦（角川書店第3代社長）
- 磯田順子（元競泳選手）
- 永戸鉄也（アートディレクター)
- 行方尚史（将棋棋士）
- 鈴木良雄（コントラバス奏者）

## 近隣の施設
- 杉並区立西田小学校
- 杉並区立杉並第二小学校
- 杉並区立桃井第二小学校
- 杉並区立高井戸小学校
- 東京都立荻窪高等学校
- 東京都立杉並高等学校
- 善福寺川緑地
- 環状八号線